# Selo, Škocjan v Podjuni
Selo (nemško Seelach) je naselje v Občini Škocjan v Podjuni v Okraju Velikovec na Koroškem v Avstriji.